# Colobogaster resplendens
Colobogaster resplendens es una especie de escarabajo del género Colobogaster, familia Buprestidae. Fue descrita científicamente por Gory en 1841.